# Penstemon marcusii
Penstemon marcusii är en grobladsväxtart som först beskrevs av Karl Keck, och fick sitt nu gällande namn av Noel Herman Holmgren. Penstemon marcusii ingår i släktet penstemoner, och familjen grobladsväxter. Inga underarter finns listade i Catalogue of Life.